# Primeiro Consistório Ordinário Público de 1877

## Cardeais Eleitores
| Nº                 | País               | Nome                                     | Idade              | Cargo                               | Título ou Diaconia                                 |
| Cardeais eleitores | Cardeais eleitores | Cardeais eleitores                       | Cardeais eleitores | Cardeais eleitores                  | Cardeais eleitores                                 |
| ------------------ | ------------------ | ---------------------------------------- | ------------------ | ----------------------------------- | -------------------------------------------------- |
| 1                  | Espanha            | Francisco de Paula Benavides e Navarrete | 66                 | Patriarcado das Índias Ocidentais   | Cardeal-presbítero de São Tomé em Parione          |
| 2                  | Itália             | Francesco Saverio Apuzzo                 | 69                 | Arcebispo de Cápua                  | Cardeal-presbítero de Santo Onofre                 |
| 3                  | Espanha            | Manuel García Gil, O.P.                  | 74                 | Arcebispo de Saragoça               | Cardeal-presbítero de Santo Estêvão no Monte Celio |
| 4                  | Inglaterra         | Edward Henry Howard                      | 48                 |                                     | Cardeal-presbítero de São João e São Paulo         |
| 5                  | Espanha            | Miguel Payá y Rico                       | 65                 | Arcebispo de Santiago de Compostela | Cardeal-presbítero de Santos Ciríaco e Julita      |
| 6                  | França             | Louis-Marie-Joseph-Eusèbe Caverot        | 70                 | Arcebispo de Lyon                   | Cardeal-presbítero de São Silvestre em Capite      |
| 7                  | Itália             | Luigi di Canossa                         | 67                 | Bispo de Verona                     | Cardeal-presbítero de São Marcelo                  |
| 8                  | Itália             | Luigi Serafini                           | 68                 | Bispo de Tuscanella e Viterbo       | Cardeal-presbítero de São Jerônimo dos Croatas     |
| 9                  | Itália             | Lorenzo Nina                             | 64                 |                                     | Cardeal-diácono de Santo Ângelo em Pescheria       |
| 10                 | Itália             | Enea Sbarretti                           | 69                 | Consultor do Santo Ofício           | Cardeal-diácono de Santa Maria dos Mártires        |
| 11                 | Itália             | Frédéric de Falloux du Coudray           | 61                 | Regente da Chancelaria Apostólica   | Cardeal-diácono de Santa Águeda dos Góticos        |

## Link Externo
- «Catholic Hierarchy» (em inglês)